# Derris ferruginea
Derris ferruginea är en ärtväxtart som först beskrevs av William Roxburgh, och fick sitt nu gällande namn av George Bentham. Derris ferruginea ingår i släktet Derris och familjen ärtväxter. Inga underarter finns listade i Catalogue of Life.